# Hilarion Falęcki
Hilarion Falęcki właśc. Hieronim Falęcki (ur. ok. 1678 w Cieplicach, zm. 2 marca 1756 w Wiśniowcu) – polski karmelita bosy, kaznodzieja, a także pisarz epoki baroku. Autor wielokrotnie wznawianej książki Wojsko serdecznych nowo rekrutowanych na większą chwałę Boską afektów.
W wieku trzydziestu sześciu lat wstąpił do klasztoru karmelitów bosych, gdzie przybrał imię Hilarion. W 1715 roku złożył profesję na ręce przełożone nowicjatu w Krakowie. Nastąpienie wyjechał do Warszawy na studia karmelitańskie, które trwały pięć lat, do 1721 roku. W 1722 roku objął funkcję przeora konwentu warszawskiego. W 1724 roku złożył tę funkcję, w związku z tym, że został wybrany na  prowincjałem na kapitułę w Przemyślu. Był kilkakrotnie wybierany na I dyskreta klasztoru wiśniowieckiego. 
Był znanym kaznodzieją w wielu konwentach. Za życia opublikował 2 dzieła:
- Pańskie życie, Pańska śmierć, pańska w  niebie  korona  Jaśnie  Oświeconej  Księżny  Maryjanny  z  Lubomirskich  Sanguszkowej (1729)[3]
- Wojsko serdecznych nowo rekrutowanych na większą chwałę Boską afektów  (1739)[4]